# St. Vitus und St. Elisabeth (Lütterz)

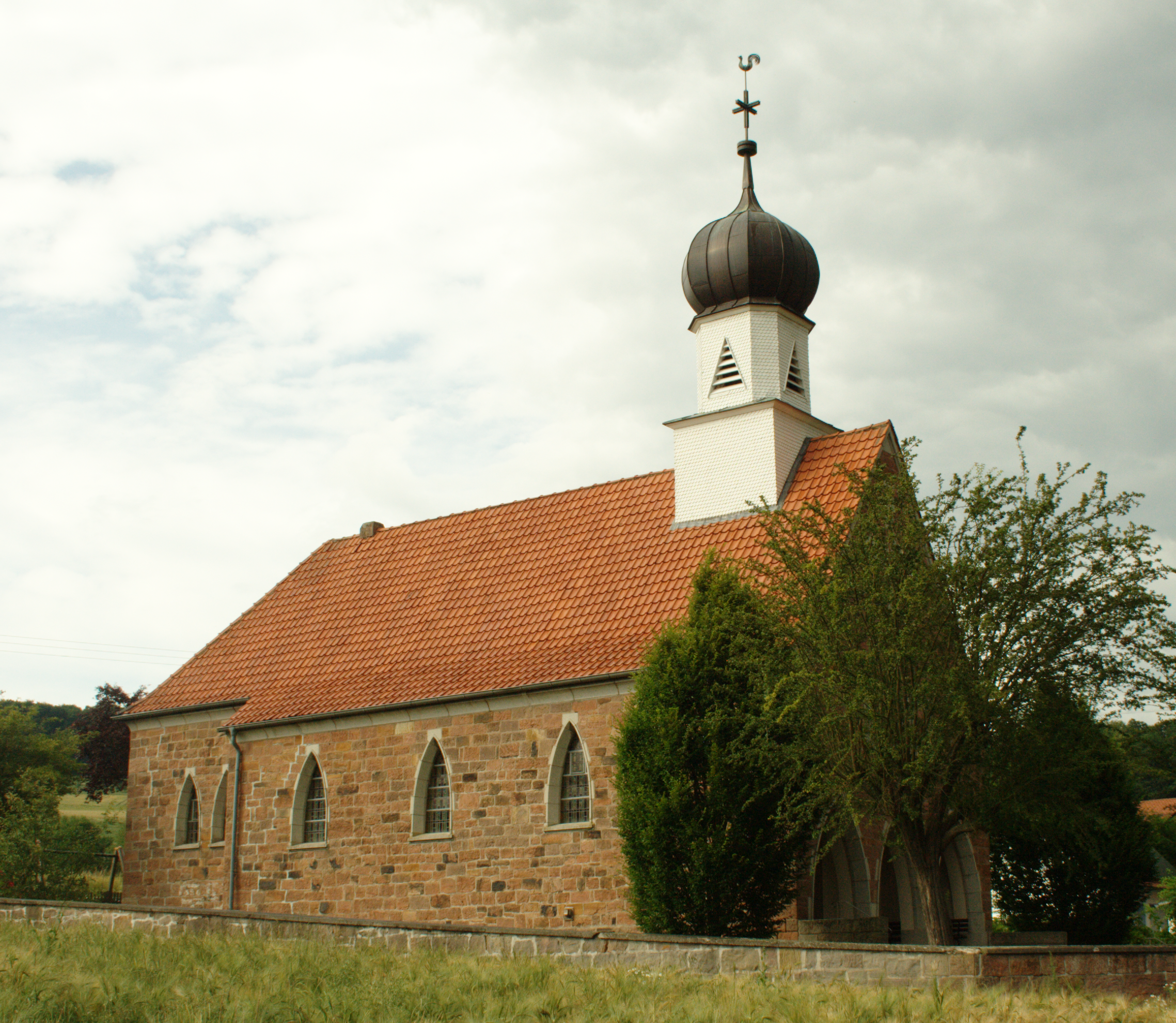
St. Vitus und St. Elisabeth in Lütterz

Die römisch-katholische Filialkirche St. Vitus und St. Elisabeth ist ein denkmalgeschütztes Kirchengebäude in Lütterz, einem Ortsteil der Gemeinde Großenlüder im Landkreis Fulda in Hessen. Sie ist Filiale der Pfarrei Heilig Kreuz im Fuldaer Land im Dekanat Neuhof-Großenlüder des Bistums Fulda.

## Beschreibung
Die expressionistische Saalkirche aus Bruchsteinen wurde 1931–33 nach einem Entwurf von Hermann Mahr gebaut. Sie hat einen eingezogenen rechteckigen Chor. Dem Kirchenschiff von drei Fensterachsen mit kurzen spitzbogigen Fenstern ist eine offene Vorhalle mit drei spitzbogigen Arkaden vorgelagert. Aus dem Satteldach des Kirchenschiffs, das sich über dem Chor fortsetzt, erhebt sich ein quadratischer, mit Schindeln verkleideter Dachreiter, der mit einer gebauchten Kuppel bedeckt ist. In seinem Glockenstuhl hängen zwei Kirchenglocken, die aus der alten Kirche übernommen wurden. 
Der Innenraum hat eine Holzbalkendecke und einen spitzen Chorbogen. Über dem steinernen Tischaltar mit einfachem Tabernakel befindet sich ein Standkreuz. Seit der letzten Renovierung 1986 besitzt die Kirche einen neuen Volksaltar.